# Мацукевич, Анатолий Александрович
Анатолий Александрович Мацукевич (7 сентября 1938 — 14 июня 2015) — российский шахматист, мастер спорта СССР (1962), журналист.
Автор значительного количества книг, в первую очередь, по теории шахматных дебютов.
В составе сборной РСФСР победитель 1-го командного чемпионата СССР по переписке (1966—1968 гг.) с лучшим результатом на 3-й доске (7½ из 10).
В 1986 году исполнил роль графа Нессельроде в фильме «Лермонтов».
Умер в 2015 году. Похоронен на Востряковском кладбище.

## Книги
- А. Мацукевич. Сицилианская защита. — Физкультура и спорт, 1970. — 86 с. — 50 000 экз.
- Ю. Шабуров, А. Мацукевич. Москвичи за шахматной доской. — Московский рабочий, 1980. — 176 с.
- А. А. Мацукевич. Принцип ограничения. — Физкультура и спорт, 1982. — 72 с. — (Библиотечка шахматиста). — 100 000 экз.
- Анатолий Мацукевич. Энциклопедия дебютных ошибок. — АСТ, Астрель, 2002. — 800 с. — 7000 экз. — ISBN 5-17-006940-5.
- Анатолий Мацукевич. Комета Султан-Хана. — 2003. — ISBN 5-7905-1736-6.
- Шахматные правила. Самый маленький учебник. — АСТ, Астрель, 2004. — 31 с. — ISBN 5-17-000256-4.
- Анатолий Мацукевич. Рихард Рети. — Олимпия Пресс, 2005. — 336 с. — (Классики шахматного мира). — 2500 экз. — ISBN 5-94229-052-2.
- Анатолий Мацукевич, Юрий Разуваев. Энциклопедия гамбитов. — М.: Астрель, 2007. — 255 с. — 4000 экз.
- Анатолий Карпов, Анатолий Мацукевич. Оценка позиции и план. — Русский шахматный дом, 2010. — 223 с. — ISBN 978-5-94693-164-9.
- Анатолий Мацукевич. Короткие шахматы. 555 дебютных ошибок. — Русский шахматный дом, 2014. — 312 с. — (Шахматный университет). — ISBN 978-5-946932-96-7.
- Анатолий Мацукевич. Шахматные гамбиты. — Русский шахматный дом, 2014. — 144 с. — (Библиотечка шахматиста). — ISBN 978-5-946933-40-7.